# Paul Sayal Moukila
Paul Sayal Moukila   (Souanké, 6 de juny de 1950 - Meaux, 23 de maig de 1992) fou un futbolista de la República del Congo que fou escollit Futbolista africà de l'any per la revista France Football l'any 1974.
Pel que fa a clubs, passà la major part de la seva carrera al CARA Brazzaville, on jugà de 1971 a 1975 i de 1976 a 1978, després de retornar d'una breu estada a França, al RC Strasbourg (1975-1976). Amb la selecció del Congo disputà la Copa d'Àfrica de Nacions de 1972.
Moukila fou votat per la IFFHS Jugador del Segle de la República del Congo l'any 2000.